# Comuna de Łazy
Łazy (polaco: Gmina Łazy) é uma gminy (comuna) na Polónia, na voivodia de Santa Cruz e no condado de Zawierciański. A sede do condado é a cidade de Łazy.
De acordo com os censos de 2004, a comuna tem 16 077 habitantes, com uma densidade 121,3 hab/km².

## Área
Estende-se por uma área de 132,56 km², incluindo:
- área agricola: 47%
- área florestal: 44%

## Demografia
Dados de 30 de Junho 2004:
|                      | Total   | Total | Mulheres | Mulheres | Homens  | Homens |
| -------------------- | ------- | ----- | -------- | -------- | ------- | ------ |
|                      | pessoas | %     | pessoas  | %        | pessoas | %      |
| População            | 16 077  | 100   | 8275     | 51,5     | 7802    | 48,5   |
| Densidade (pop./km²) | 121,3   | 100   | 62,4     | 62,4     | 58,9    | 58,9   |

De acordo com dados de 2002, o rendimento médio per capita ascendia a 1089,2 zł.

## Comunas vizinhas
- Dąbrowa Górnicza, Klucze, Ogrodzieniec, Poręba, Siewierz, Zawiercie